# Věra Jourová
Věra Jourová (rozená Špaková, * 18. srpna 1964 Třebíč) je česká politička, podnikatelka, právnička a  vysokoškolská pedagožka, v letech 2014 až 2019 evropská komisařka pro spravedlnost, ochranu spotřebitelů a otázky rovnosti pohlaví v Junckerově komisi a v letech 2019 až 2024 komisařka a místopředsedkyně pro hodnoty a transparentnost v první komisi von der Leyenové. Od ledna 2025 působí jako prorektorka Univerzity Karlovy pro rozvoj lidských zdrojů a nové technologie.
Na jaře 2019 ji časopis Time zařadil mezi 100 nejvlivnějších lidí světa. Důvodem byl její podíl na zákonech, jež určují pravidla ochrany osobních dat lidí na internetu. Od ledna do října 2014 zastávala v Sobotkově vládě post ministryně pro místní rozvoj. V období 2004–2006 působila na tomto rezortu v roli náměstkyně. V roce 2023 byla dle české verze časopisu Forbes druhou nejvlivnější ženou Česka. Roku 2024 získala ocenění Women of Europe.

## Osobní život
V roce 1991 nastoupila na místo zástupkyně ředitele Městského kulturního střediska (MKS) v Třebíči. Do roku 1994 zde pracovala na integraci všech kulturních zařízení pod jediný subjekt. Poté začala pracovat jako tajemnice městského úřadu v Třebíči, kde se začala zabývat rozvojem židovské čtvrti, která byla v roce 2003 zapsána na seznam UNESCO.
Roku 2000 nastoupila do konzultační firmy DHV ČR, kde pracovala na projektech z oblasti lidských zdrojů, regionálního rozvoje, hospodářské politiky a fondů EU. V letech 2001–2003 pracovala jako vedoucí odboru regionálního rozvoje Krajského úřadu kraje Vysočina. Po odchodu z krajského úřadu pracovala jako náměstkyně pro místní rozvoj na ministerstvu pro místní rozvoj. Podle Jiřího Paroubka byla z funkce odvolána po opakovaných stížnostech tehdejšího ministra Radka Martínka.
Od 13. října 2006 do 16. listopadu 2006 byla ve vyšetřovací vazbě kvůli kauze Budišov. Korupce Věry Jourové se neprokázala a stíhání v létě 2008 skončilo konstatováním, že se skutek nestal. Obvodní soud přiznal Jourové 3,6 milionu korun jako náhradu majetkové újmy, o dalších požadavcích Ústavní soud rozhodl, že jsou promlčené. Podle investigativního novináře ČRo Janka Kroupy, který se kauze několik let věnoval a na kauzu upozornil, je výsledek soudu brilantní práce advokátů a absolutní břídilství policie.

### Vzdělání
Roku 1983 odmaturovala na gymnáziu v Třebíči. V roce 1991 promovala na Filozofické fakultě Univerzity Karlovy, kde získala magisterský titul v oboru Teorie kultury. V akademickém roce 2011/2012 absolvovala obor právo na Právnické fakultě Univerzity Karlovy.

### Soukromý život
Je rozvedená, má syna Adama (* 1985) a dceru Markétu (* 1989).

## Politické působení
V letech 2003–2006 byla členkou České strany sociálně demokratické, za niž kandidovala ve volbách do Evropského parlamentu v roce 2004.
V roce 2009 kandidovala do Evropského parlamentu za Evropskou demokratickou stranu. Ve volbách do Poslanecké sněmovny PČR v roce 2010 kandidovala jako členka EDS na 4. místě středočeské kandidátky KDU-ČSL.
Ve volbách do Poslanecké sněmovny PČR v roce 2013 kandidovala v Kraji Vysočina jako lídryně hnutí ANO a byla zvolena. V lednu 2014 se stala kandidátkou ANO na post ministryně pro místní rozvoj ve vládě Bohuslava Sobotky. Dne 29. ledna 2014 byla do této funkce jmenována. Dne 3. října téhož roku podala demisi s vyhlídkou na post eurokomisařky. Dne 13. října 2014 ze stejného důvodu rezignovala na post 1. místopředsedkyně ANO.
Od roku 2024 působí jako poradkyně v panelu zahraničně-politických konzultantů prezidenta Petra Pavla.

### 2014–2019: Eurokomisařka v Junckerově komisi
Na začátku července 2014 se stala kandidátkou ANO na post české eurokomisařky (předchozím kandidátem byl Pavel Telička). Ve výběru českého zástupce uspěla, když ji 21. července 2014 vládní koaliční rada nominovala na post eurokomisařky do vznikající Junckerovy komise.
Zvolený předseda Evropské komise Jean-Claude Juncker 10. září 2014 oznámil, že Jourová získá nově konstituované portfolio spravedlnosti, spotřebitelské politiky a rovnosti pohlaví.Tato zpráva vyvolala u českých politiků vlnu negace, protože politička usilovala o ekonomický post. Dne 7. října téhož roku byla její kandidatura po tzv. grilování, a následném odevzdání doplňujících odpovědí europoslancům, schválena europarlamentem. Komisařkou se stala v listopadu 2014.

#### Kritika
Organizace pro kontrolu lobbingu v Evropské unii Corporate Europe Observatory upozornila na úzkou vazbu Jourové na Andreje Babiše, který ovládá podstatnou část českého potravinářského a chemického průmyslu i médií a jehož firmy obdržely značné množství evropských grantů a zemědělských dotací. Dále organizace upozornila na konflikt zájmů, poněvadž Jourová nejprve pracovala ve veřejné správě v oblasti evropských fondů a poté v letech 2006 a 2013 spoluvlastnila firmu Primavera Consulting, která ve stejné oblasti podnikala.
Kritizována byla generálním ředitelem skupiny Volkswagen Matthiasem Müllerem za snahu o odškodnění evropských zákazníků po aféře dieselgate.

### 2019–2024: Místopředsedkyně v první komisi von der Leyenové
Dne 26. srpna 2019 schválila druhá vláda Andreje Babiše její nominaci na členství v evropské komisi von der Leylenové na období 2019 až 2024. Na začátku září 2019 designovaná předsedkyně komise Ursula von der Leyenová oznámila, že Jourová bude místopředsedkyní zodpovědná za kontrolu dodržování hodnot Evropské unie a transparentnost. Funkce se ujala 1. prosince 2019.
Na konci června 2024 oznámila, že ukončila téměř po 10 letech své členství v hnutí ANO, odchod z hnutí sama označila jako „přátelský rozchod“. Po konci svého angažmá v Evropské komisi se chce věnovat práci v akademické sféře.
Post místopředsedkyně a evropské komisařky zastávala do konce listopadu 2024.

## Akademická činnost
V dubnu 2024 Jourová oznámila, že se po skončení mandátu chce věnovat kariéře v akademické sféře (v roli vyučující na Právnické fakultě Univerzity Karlovy). Na zasedání Akademického senátu Univerzity Karlovy byla 13. prosince 2024 po více než hodinové debatě schválena na pozici prorektorky Univerzity Karlovy pro rozvoj lidských zdrojů a nové technologie v kolegiu rektorky Mileny Králíčkové. Do úřadu byla jmenována v lednu 2025.
V květnu 2025 ve spolupráci s novinářem Viktorem Daňkem vydala knihu rozhovorů nazvanou Bohové, mlíkař a já, ve které se ohlíží za svým desetiletým působením ve vysoké české i evropské politice a hodnotí spolupráci s Andrejem Babišem. Přiznala v ní, že v roce 2023 zvažovala prezidentskou kandidaturu a že by byla ochotná o ní za určitých podmínek znovu uvažovat.